# Nossa Senhora das Estrelas
Nossa Senhora das Estrelas também conhecida como Nossa Senhora da Estrela e Nossa Senhora de Monteburgo é um dos nomes atribuídos a Maria, Mãe de Jesus, este título é oriundo de um milagre ocorrido no ano de 1050 d.C. a dois monges beneditinos que peregrinavam a Jerusalém.

## Origem e História: Nossa Senhora das Estrelas
Segundo o que se sabe dois monges beneditinos que moravam em Monte Cassino, na Itália, no mosteiro fundado por São Bento de Núrsia, decidiram peregrinar até Jerusalém. Justamente no ano 1050. Enquanto caminhavam eles evangelizavam e catequizavam todas as pessoas que apareciam pelo seu caminho. Conforme caminhavam iam se cansando até que então, já muito cansados, acabaram por dormir na praia. Era ali o litoral da Normandia, França, precisamente na orla de Grand Champ. Um dormiu na areia e o outro dormiu num pequeno barco que ali estava. Enquanto dormiam a maré subia e o barco foi se arrastando para o mar sem que o monge desse conta, rumo costa da Inglaterra, sendo já considerado um milagre chegar até lá em segurança.
Na Salisbúria, Inglaterra, todos ficaram admirados, as pessoas diziam "era um milagre o monge ter atravessado o mar da França para a Inglaterra numa pequena canoa e não ter morrido". Não demorou muito para que o monge fosse eleito Bispo e sua administração foi excelente, pois ele era um homem de oração e sacrifícios em nome de Deus.
Já o outro monge, o que ficou na praia, não conseguiu compreender o que teria acontecido com o seu amigo que havia sumido, porém decidiu entregar tudo nas mãos de Deus, e continuou sua viagem. Certa noite, ao dormir, teve um sonho misterioso. No sonho, ele via uma grande estrela cair do céu, queimando todos os arbustos e árvores, e ouviu uma voz que disse: "Nossa Senhora quer que se construa uma igreja neste lugar." Ele logo acordou, e por um milagre ele viu o lugar que vira em seu sonho e o mesmo estava todo queimado. Desta forma, ele entendeu que realmente deveria construir uma igreja em honra a Nossa Senhora naquele lugar. O digníssimo monge logo sentiu no coração o desejo de dar a Maria o título de "Nossa Senhora da Estrela".
Os moradores da região não gozavam de muitos recursos financeiros, e logo o monge, Padre Rogério só pôde construir apenas um pequeno altar e uma diminutiva capela, que seria a semente que germinou a grande Abadia de Nossa Senhora das Estrelas de Monteburgo que por mais de setecentos anos foi imensa, sendo uma das quatro grandes abadias de Cotentin até ser demolida durante a Revolução Francesa ela abrigava não só a Igreja como um convento enorme, felizmente reconstruída mais ou menos cem anos depois da Revolução Francesa pelos Irmãos das Escolas Cristãs da Misericórdia em 1842.
O Rei Guilherme, que era Duque da Normandia e que vencera a Inglaterra, sabendo da história de Nossa Senhora da Estrela, enviou o seu médico particular ir visitar a capelinha e saber como realmente aconteceu o milagre. Chegando lá, o médico descobriu que o monge Rogério era irmão do Salisbúria! Ele ouviu o relato do monge sobre como ele havia sido separado de seu amigo, e então contou sobre seu sonho. O médico acreditou em tudo ao mesmo tempo e, para surpresa do padre Rogério, o médico conhecia o monge que havia atravessado o canal em um pequeno barco e informou a ele que o amigo perdido se tornara bispo de Salisbúria! Os dois irmãos agradeceram com entusiasmo a Nossa Senhora por providenciar este reencontro.
O Bispo de Salisbúria, antigo amigo do monge Rogério, pediu para o Rei Guilherme ajudar seu irmão na fé, pois os dois foram abençoados por Nossa Senhora em sua peregrinação. O Rei Guilherme, decidiu de bom coração, doar ao Padre Rogério toda a região de Monteburgo e com ela os recursos necessários para que fosse construída ali uma grande Igreja e uma Abadia que se tornaria um grande seminário. A obra só foi terminada pelo filho do Rei, chamado Rei Henrique. Este, assumindo o trono, continuou a obra. A Abadia de Nossa Senhora da estrela foi, por muitos séculos, um centro de referência da Igreja para toda a Europa.

## Oração a Nossa Senhora das Estrelas
"Ó Nossa Senhora da Estrela, para vós se volta nosso olhar e nosso coração de filhos. Vós sois a Estrela da Manhã que anuncia a chegada do dia; Vós sois a Estrela da Tarde que brilha em nossa noite; Vós sois a Estrela do Mar que nos guia para um porto feliz. Como a Estrela, envia seu raio sobre a terra, envie-nos vosso filho Jesus, Luz eterna do mundo. Através da escuridão e das tempestades da vida, nas horas de dúvida ou de tentação. Na revolta ou na fraqueza, sede nossa Claridade e nossa Paz. Sede nossa Esperança e nossa Pureza. Sede nossa Doçura e nossa Força. Ó Nossa Senhora da Estrela, que em vós descanse para sempre nosso olhar e nosso coração de filhos. Rogai por nós. Amém."